# Paddock Wood Brewing Company
Paddock Wood Brewing Co. — пивоварня в Саскатуне, Саскачеван, Канада.

## История
Paddock Wood была основана в 1995 году как предприятие поставляющее зерно, дрожжи и прочие ингредиенты для домашнего пивоварения. В 2000 году бизнес расширился за счет производства наборов для пивоварения, в которые клиенты добавляли дрожжи и завершали процесс брожения дома.
В 2004 году Paddock Wood Brewing Co. провела переговоры с Управлением по алкоголю и азартным играм Саскачевана, с целью изменить действующие на тот момент ограничения, которые ограничивали лицензирование мини-пивоварен. Переговоры прошли успешно, и в том же году провинция изменила правила, позволив Paddock Wood Brewing Co. развиться до лицензированной мини-пивоварни.

## Производство
В 2011 году Paddock Wood произвела около 3000 гектолитров пива, что эквивалентно 500000 бутылок, что на 2650 гектолитров больше, чем в 2007 году. Генеральный директор Стив Каван заявил, что пивоварня пытается максимально строго следовать немецким правилам производства пива; так Paddock Wood не использует в производстве рис, кукурузу или химические добавки.
Paddock Wood поставляет разливное и бутилированное пиво в рестораны и магазины по всему Саскачевану.

## Награды
- Gold Domestic Ale at Calgary Beer Fest 2010;
- Silver Domestic Lager at Calgary Beer Fest 2011;
- Bronze Domestic Ale at Calgary Beer Fest 2011;
- Gold Stout, Porter, or Black at Calgary Beer Fest 2012;
- Bronze Rookie of the Year at Calgary Beer Fest 2012.

## Собственное заведение
Paddock Wood приобрела помещение и разрешение на строительство собственного питейного заведения "The Woods Alehouse" в центре города Саскатун, Саскачеван .